# La Vila Joiosa
La Vila Joiosa, anomenada normalment la Vila, és un municipi del País Valencià situat en la costa de la Marina Baixa, 32 quilòmetres al nord-est de la ciutat d'Alacant. Té 35.199 habitants (INE 2020) i és la capital de la comarca i cap de partit judicial. Recentment s'ha descobert que la vila s'alça sota l'antiga població ibèrica i ciutat romana d'Alonis o Al·ló.

## Geografia
Pel nucli urbà de la Vila Joiosa passa el riu de la Vila, provinent del pantà de Relleu. El terme municipal compta amb 15 km de costa i limita amb els municipis de el Campello, Orxeta, Finestrat, Benidorm i un xicotet pic amb Aigües.
Des d'Alacant, s'accedeix a la Vila Joiosa per l'AP-7 o la N-332. Des de València s'accedeix també per l'AP-7 o la N-332 des del nord.
El TRAM Metropolità d'Alacant (antic Trenet de la Marina) que porta des d'Alacant fins a Dénia té 5 parades a la Vila Joiosa: Paradís, La Vila Joiosa, Creueta, Costera Pastor i Hospital Vila. La parada de Creueta és facultativa i és un encreuament de trens (compta amb 4 vies). En el terme municipal de la Vila Joiosa presta servei la línia 1 del TRAM.

### Muntanyes
Moratella, Belpuig, mont Tàcio, mont Làsero, Cantal, serra d'Orxeta, tossal de la Nina, tossal del Meno, tossal de la Vella, tossal de la Torreta, tossal de la Batle, el Voladoret, tossal de Morant, tossal de la Sanxa, tossal de Damunt de l'Horta, tossalet dels Corbs, tossal de la Creu, tossal de la Coca, tossal de Sorell.

### Nuclis i partides
- L'Ermita
- El Paradís (Paraís)
- El Torres
- La Cala de la Vila Joiosa, Cala de Morales o Cala de Finestrat.
- El Montiboli
- Altres partides menors: l'Aixihuili,[2] el Salomó, la Rancallosa, els Alfondons, el Rodacucos, la Mediassa, la Foradà, l'Alcocó, l'Almisserà, el Xarco, el Xarquet, el Carritxal, la Pileta, l'Era Soler, les Xauxelles, el Carratalà, el Galandú, la Robella, les Barberes, el Pla, les Bordes, els Banyets, la Mallaeta, la Tellerola, les Talaies, ll Racó del Conill, el Partidor, el Clot, el Mitjanet, el Secanet, l'Almuixó i la Setina entre d'altres.

### Platges
De nord-est a sud-oest:

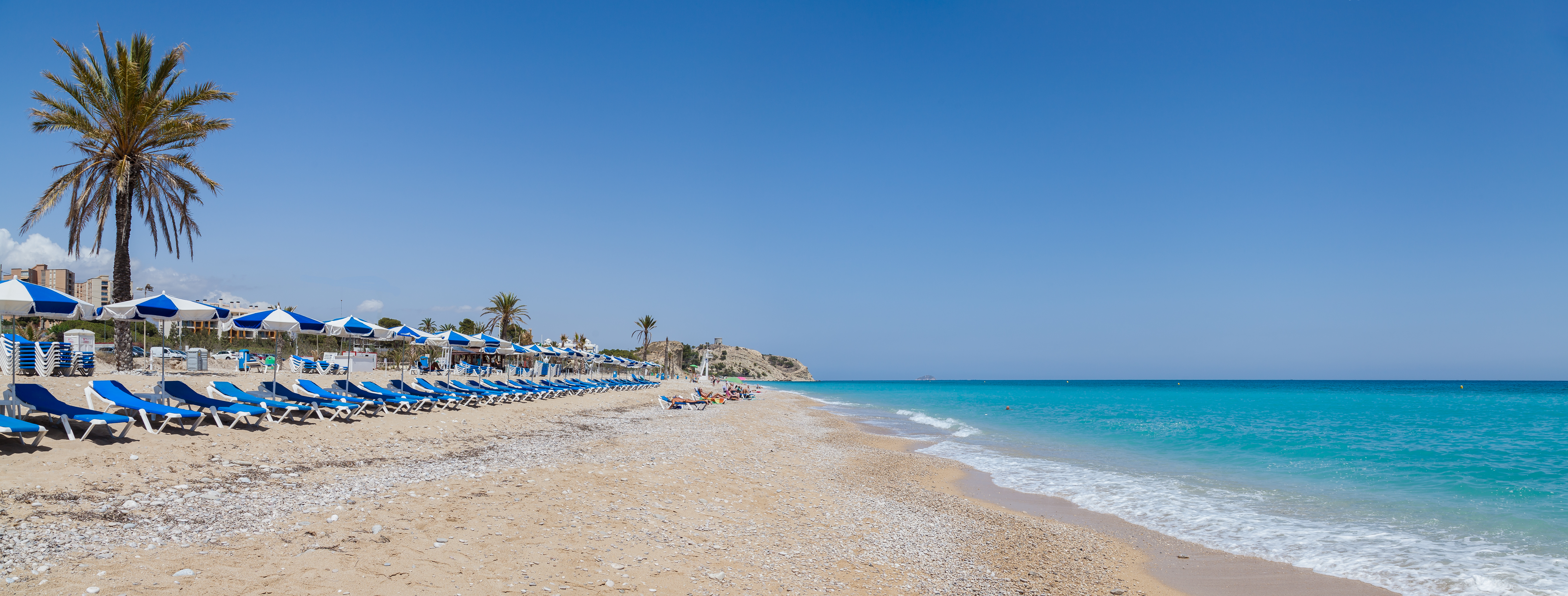
Platja del Paradís.

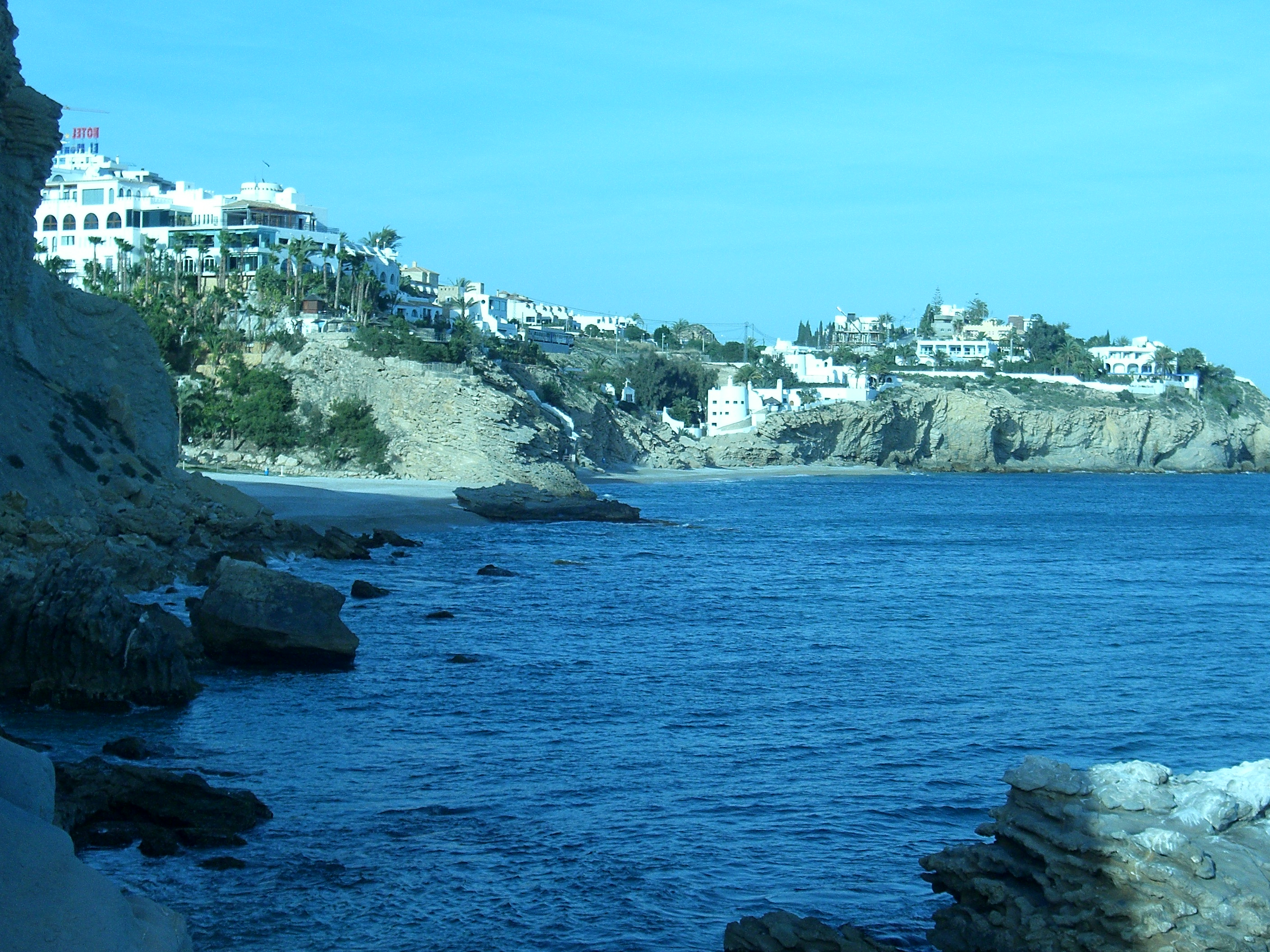
La caleta del Montiboli i la platja de l'Esparralló (nudista) de la Vila.

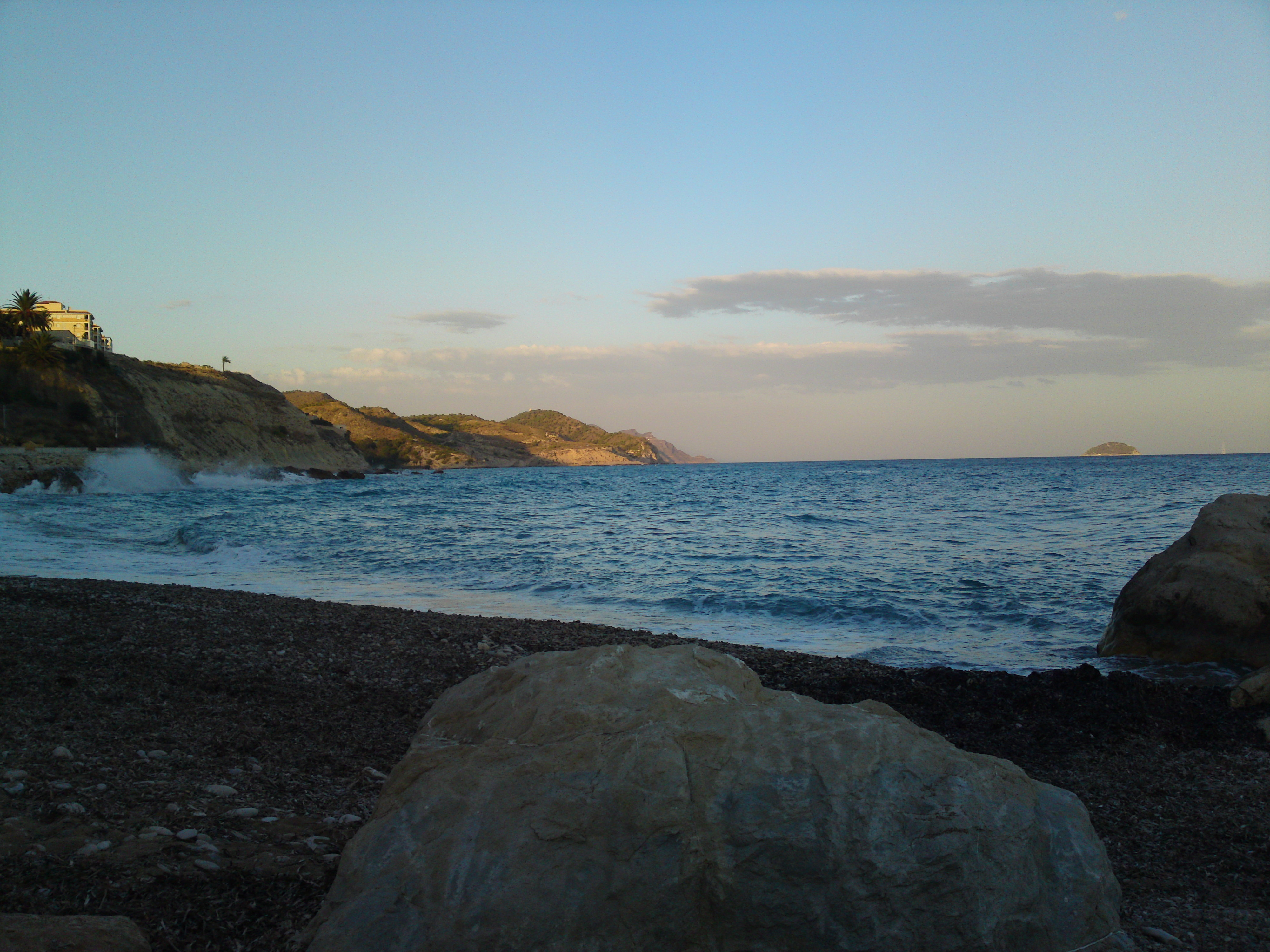
Platja dels Estudiants.

- Cala de Morales, de Finestrat o de la Vila Joiosa: Arena fina. Escassa profunditat. 250 metres de llargària. La denominació medieval era la cala de n'Aguiló.
- Caletes del Racó del Conill: Còdols mitjans, retirada, salvatge i petita. Profunditat mitjana. Entre les dues caletes de la platja fan 70 metres de llargària. És una platja nudista.
- Platges del Torres: Còdols mitjans i trossos d'arena grossa. Escassa profunditat. Entre les dues platges a banda i banda del riu Torres sumen 500 metres de llargària.
- Platja del Tio Roig del Pal: Còdols mitjans i graveta fina. Profunda. 150 metres de llargària.
- Platja dels Estudiants: Còdols mitjans i graveta fina. Profunda. 100 metres de llargària.
- Platja del "Varadero" (Platja del Varador): Graveta fina i arena grossa. Profunda. 150 metres de llargària.
- Platja de l'Alcocó: Actualment convertida en moll del Club Nàutic. 300 metres de llargària. Al Nord estava la punta de l'Alcocó on se situa el moll pesquer de la Vila Joiosa.
- Platja de la Basseta l'Oli (Platja de la Basseta de l'Oli): Arena fina. Plana i urbana. La platja més calma de la Vila Joiosa en estar protegida pel vents de llevant pel port pesquer. 230 metres de llargària
- Platja de la Vila: Arena fina. Plana i urbana. 600 metres de llargària. Junt a la platja de la Basseta l'Oli i la de l'Arsenal componen una extensa platja amb diferents recers del vent però amb una continuïtat física de 1.200 metres de llargària. Al segle xviii rebia el nom de platja de la Mar.
- Platja de l'Arsenal: Arena fina. Plana i urbana. 370 metres de llargària
- Platges de la Punta de Moro: Les més pròximes al riu de la Vila són de cantals grossos i impracticables, les que són prop de la Mallaeta són de còdols i grava fina. 700 metres de llargària.
- Platja de la Malladeta: 70 metres de llargària.
- Platja del Paradís: Arena fina i grossa i còdols mitjans. Profunditat mitjana. 1.050 metres de llargària.
- Platja de Bol Nou: Grava menuda i mitjana. 220 metres de llargària.
- Platja de l'Esparralló: Grava menuda i arena grossa. Estreta. 200 metres de llargària.
- Caleta del Montiboli: Grava menuda i arena grossa. 120 metres de llargària.
- Platja del Xarco: Molt diversa, des d'arena grossa fins a cantals grossos. 450 Metres de llargària.
- Platja del Carritxal: Estreta, abrupta i de còdols grans. 300 metres de llargària.

## Topònim
La localitat es va fundar com a ciutat cristiana el 1300 amb el nom de La Vila Joiosa, quan Bernat de Sarrià, almirall de Jaume II, va atorgar-li carta pobla. Amb la castellanització dels segles xviii i posteriors es va forçar la traducció del topònim al castellà com a Villajoyosa, tot i que perdia el significat original en valencià (vila joiosa, alegre). Després del franquisme, l'any 1988 es va recuperar el topònim original valencià amb la doble forma la Vila Joiosa / Villajoyosa.
Es desconeix el nom que tengué durant el període musulmà; en canvi, sí que hi ha acord entre els estudiosos que la població primer ibèrica i després romana que se situa sota el barri vell és la ciutat d'Al·ló, anomenada també Alonis i Alones a les fonts (llatí: Allon, en grec antic: Ἀλωνίς i Ἀλωναὶ).
En setembre de 2020 l'Ajuntament en ple va aprovar per majoria absoluta la normalització i oficialitat única del topònim original valencià la Vila Joiosa, tot i que actualment encara no s'ha oficialitzat.

## Història

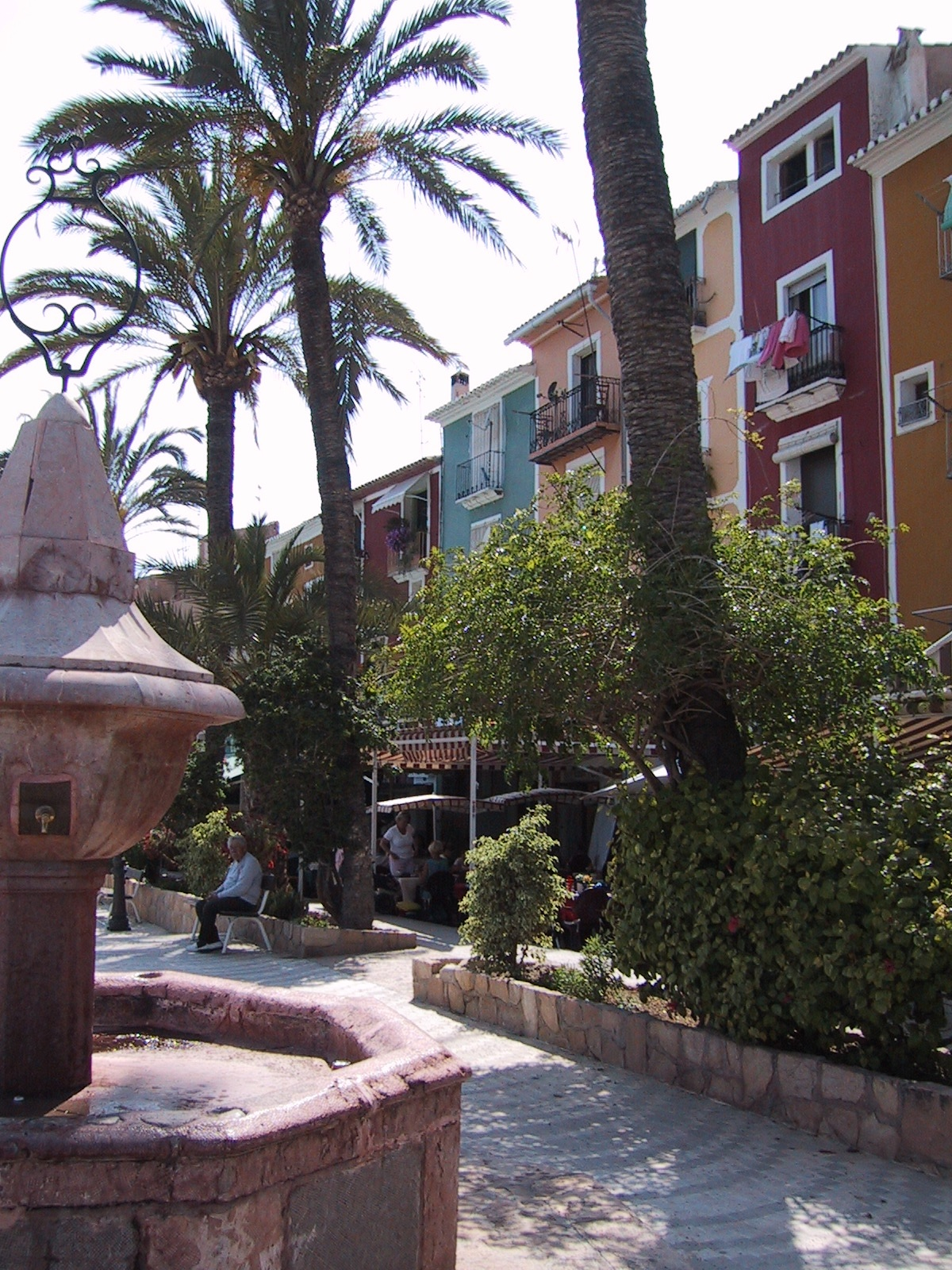
Carrer típic de la Vila Joiosa. Passeig de Sant Pere.

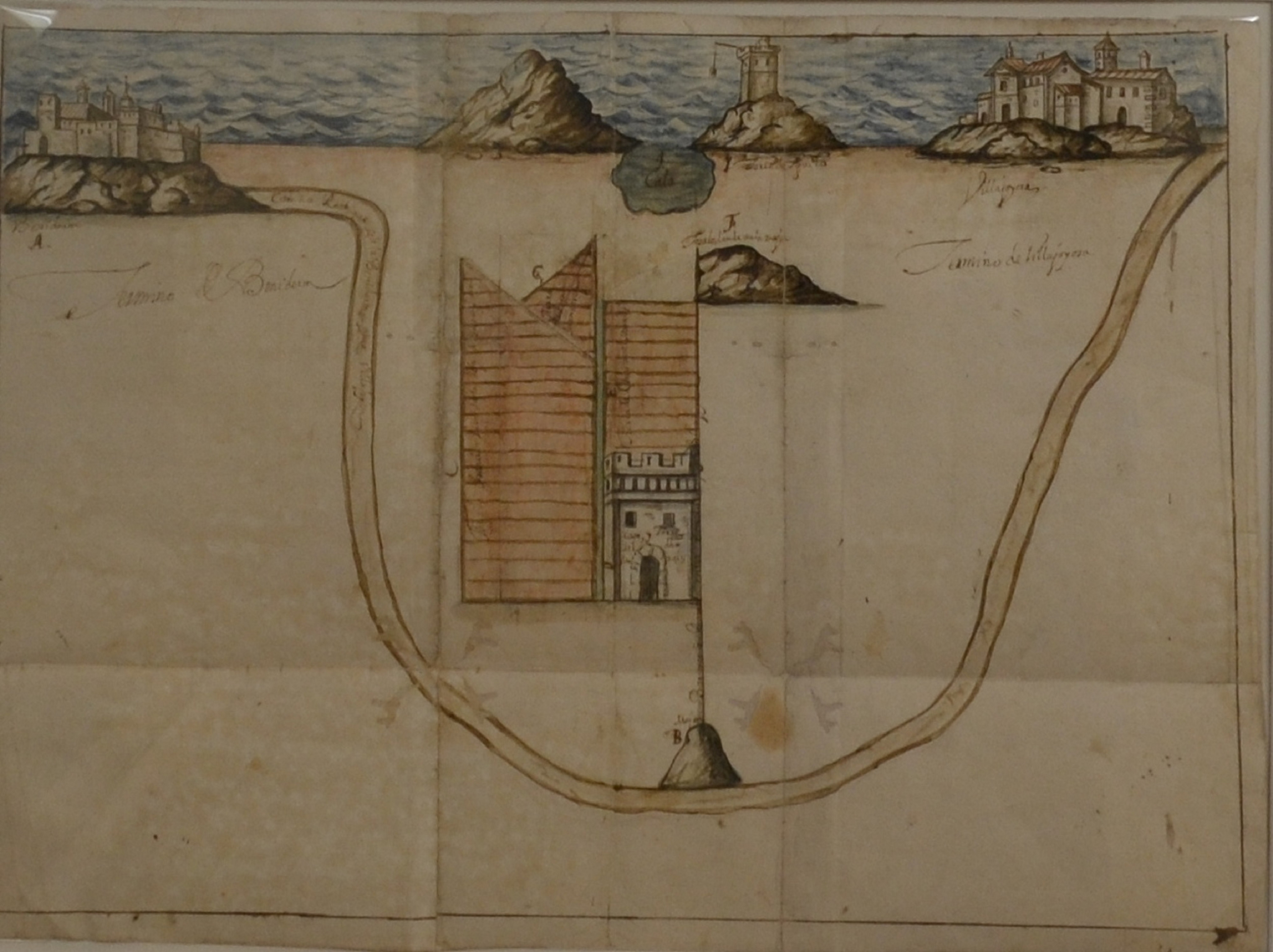
Mapa de la costa entre Benidorm i la Vila Joiosa amb el castell de la Vila i la Torre d'Aguiló (1717)

La població, coneguda a les fonts antigues amb el nom d'Al·ló, fou establerta el segle vi aC com a oppidum ibèric. A partir de la conquesta romana el segle ii aC la ciutat entrà en procés de romanització, però a diferència de la major part de poblats ibèrics no s'abandonà, sinó que continuà de créixer i es desenvolupà com a ciutat romana durant el final de la República. A partir de l'Imperi (segle i dC), la ciutat s'expandí i assolí la categoria de municipium, cosa que comportà la construcció de tot un seguit d'estructures i edificis públics, monumentals i comercials que la convertiren en una ciutat important. Entre aquests destaquen la Torre de Sant Josep, un monument funerari; i les termes públiques, situades al centre de la vila. Ja dins el segle iv, la població entrà en decadència.
La vila fou conquistada pels cristians el 1251 per la necessitat que tenien d'assegurar la zona davant del poder d'Al-Azraq, va fer que hi predominaren els assentaments col·lectius, tant de genets com de peons, concedint-se als primers doble extensió de terres que als segons. Amb tot, a penes tingué repobladors, per la qual cosa la seua població va continuar, per molt de temps, sent majoritàriament musulmana. Rere l'aixecament i desfeta del cabdill musulmà Al-Azraq, restà pràcticament despoblada. Amb la revolta dels musulmans castellans del 1264, s'hi produí la intervenció militar de Jaume I, que tingué com a conseqüència l'inici d'una repoblació catalano-aragonesa. El 1300 Bernat de Sarrià va concedir carta pobla «per tal que hi hagués una localitat íntegrament cristiana ben fortificada en un país gairebé plenament musulmà» i el 1452 fou elevada a la categoria de vila reial.
Durant les Germanies (1521), encara que primerament va prendre partit pels agermanats, més tard tornà a l'obediència del rei, el qual, i en agraïment, va mantenir els seus privilegis. El 1600 tenia 370 habitants (vilers), però després de l'expulsió morisca del 1609, es va veure molt minvada. Al segle xviii, segons Cavanilles, donava un total de, aproximadament, 5.000 habitants, augmentant progressivament els anys posteriors, fins al 1900, que amb l'emigració vers el Nord d'Àfrica, va tornar a disminuir. Però fou en la dècada dels 1970, i a causa del turisme, quan el creixement de la població fou notori, passant a 25.073 habitants el 2002, en un terme de 59,2 km².
El 1911 Alfons XIII, va concedir-li el títol de ciutat. La llegenda conta que el 29 de juliol de 1538 tingué lloc un fort atac per part de pirates, que pogueren ser derrotats pels cristians, gràcies a una forta tempesta que va destrossar la seua flota, ancorada en la desembocadura del riu Sella. La tempesta fou atribuïda a una intervenció miraculosa de santa Marta. La Vila ha tingut sempre una fort tradició marinera. La seua activitat pesquera està documentada des del segle xvi, i en ella s'ha basat gran part de la seua economia.

## Economia
Ciutat de gran tradició pesquera, actualment en la seua economia destaquen les indústries de xocolate (com Xocolates Valor, Clavileño, entre altres) i el turisme. L'economia de la Vila Joiosa es basa fonamentalment en les diverses fàbriques de xocolate, en la pesca i en el turisme, in en menor mesura en l'agricultura. Abans de l'any 1937 la població vilera ja es dedicava a l'elaboració i venda de xocolate. L'any 1937 hi existien 29 fàbriques de xocolate, com per exemple, Marcos Vaello Orts, Ignacio Llinares Orts, Juan Lloret Galiana, Marcos Vaello Lloret, Marcos Zaragoza, Valeriano López Lloret, entre d'altres. En 1937 trobem documentades unes 70 marques de xocalate locals, com Cristo de Villajos, Birro, Vaello, Jonia, Clavileño, Valor, Pérez o Buana, entre d'altres. L'any 1964 el nombre de fàbriques de xocolate va disminuir, ja que, per una banda, unes van desaparèixer o, per altra banda, es van unir amb altres. Per tant, podem dir que el 1964 hi ha un total de 14 fàbriques. El 1971 hi ha 11 fàbriques i el 1982 trobem sis fàbriques documentades. Però, actualment només queden tres fàbriques de xocalate: Valor, Clavileño i Pérez.

## Demografia
Cal destacar que a partir de la construcció del pantà del riu de la Vila el 1957, la població de la Vila Joiosa augmentà considerablement amb uns 3.000 habitants. També cal dir que l'auge turístic de Benidorm, municipi veí a 12 km de distància, va influir en el creixement de població de la Vila, ja que molta gent va arribar a la comarca gràcies a la gran oferta de treball que hi havia a Benidorm.
Amb 33.834 habitants segons el cens de l'1 de gener del 2013, la Vila Joiosa és el segon municipi de la Marina Baixa i el 13è municipi de la província d'Alacant per població. Segons el cens de 2005, el 15,11% de la població del municipi és de nacionalitat estrangera (dels quals un 42% és d'altres nacionalitats de la UE).
| 1857  | 1887  | 1910  | 1930  | 1950  | 1960   | 1970   | 1981   | 1991   | 2001   | 2005   | 2008   | 2013   |
| ----- | ----- | ----- | ----- | ----- | ------ | ------ | ------ | ------ | ------ | ------ | ------ | ------ |
| 9.110 | 8.763 | 9.152 | 8.715 | 9.315 | 11.006 | 16.258 | 20.638 | 23.160 | 24.246 | 27.983 | 32.534 | 33.834 |

## Política i govern

### Composició de la Corporació Municipal
El Ple de l'Ajuntament està format per 21 regidors. En les eleccions municipals de 26 de maig de 2019 foren elegits 8 regidors del Partit Socialista del País Valencià (PSPV-PSOE), 6 del Partit Popular (PP), 4 de Ciutadans - Partit de la Ciutadania (Cs), 2 de Compromís per la Vila (Compromís) i 1 de Gent Per la Vila-Ciutadans (GPL-CS).
| Eleccions municipals de 26 de maig de 2019 - la Vila Joiosa                                                                                    |                                          |                                     |                                     |         |          |          |
| Candidatura | Candidatura                              | Candidatura                         | Cap de llista                       | Vots    | Vots     | Regidors |
| | Partit Socialista del País Valencià-PSOE |                                     | Andreu Verdú Reos                   | 4.294   | 31,47%   | 8 (+2)   |
| | Partit Popular                           |                                     | Jaume Lloret Lloret                 | 3.041   | 22,29%   | 6 ()     |
| | Ciutadans - Partit de la Ciutadania      |                                     | Francisco Pérez Buigues             | 2.048   | 15,01%   | 4 (+1)   |
| | Compromís per la Vila                    |                                     | José Carlos Gil Piñar               | 1.227   | 8,99%    | 2 (-1)   |
| | Gent Per la Vila-Ciutadans               |                                     | Pedro Alemany Pérez                 | 929     | 6,81%    | 1 (-1)   |
| | Altres candidatures                      |                                     |                                     | 2.008   | 14,72%   | 0 ( -1)  |
| | Vots en blanc                            |                                     |                                     | 97      | 0,71%    |          |
| Total vots vàlids i regidors | Total vots vàlids i regidors             | Total vots vàlids i regidors        | Total vots vàlids i regidors        | 13.644  | 100 %    | 21       |
| | Vots nuls                                | Vots nuls                           | Vots nuls                           | 117     | 0,85%    |          |
| Participació (vots vàlids més nuls) | Participació (vots vàlids més nuls)      | Participació (vots vàlids més nuls) | Participació (vots vàlids més nuls) | 13.761  | 58,11%** |          |
| Abstenció | Abstenció                                | Abstenció                           | Abstenció                           | 9.919*  | 41,89%** |          |
| Total cens electoral | Total cens electoral                     | Total cens electoral                | Total cens electoral                | 23.679* | 100 %**  |          |
| Alcalde: Andreu Verdú Reos (PSPV) (15/06/2019) Per majoria absoluta dels vots dels regidors (11 vots: 8 de PSPV, 2 de Compromís i 1 de GPV-CS) |                                          |                                     |                                     |         |          |          |
| Fonts: JEC, JEZ la Vila Joiosa, M. Interior, Periòdic Ara. (* No són vots sinó electors. ** Percentatge respecte del cens electoral.)          |                                          |                                     |                                     |         |          |          |

### Alcaldes
Des de 2015 l'alcalde de la Vila és Andreu Verdú Reos de PSPV-PSOE.
| Període                       | Alcalde o alcaldessa                         | Partit polític | Data de possessió     | Observacions        |
| ----------------------------- | -------------------------------------------- | -------------- | --------------------- | ------------------- |
| 1979–1983                     | José Francisco Riquelme Valero               | PSPV-PSOE      | 19/04/1979            | --                  |
| 1983–1987                     | José Francisco Riquelme Valero               | PSPV-PSOE      | 28/05/1983            | --                  |
| 1987–1991                     | Juan Segovia Esquerdo                        | PSPV-PSOE      | 30/06/1987            | --                  |
| 1991–1995                     | Juan Segovia Esquerdo                        | PSPV-PSOE      | 15/06/1991            | --                  |
| 1995–1999                     | Juan Segovia Esquerdo                        | PSPV-PSOE      | 17/06/1995            | --                  |
| 1999–2003                     | José Miguel Llorca Senabre                   | PP             | 03/07/1999            | --                  |
| 2003–2007                     | José Miguel Llorca Senabre                   | PP             | 14/06/2003            | --                  |
| 2007–2011                     | Gaspar Lloret Valenzuela Jaume Lloret Lloret | PSPV-PSOE PP   | 16/06/2007 19/11/2008 | Moció de censura -- |
| 2011–2015                     | Jaume Lloret Lloret                          | PP             | 11/06/2011            | --                  |
| 2015–2019                     | Andreu Verdú Reos                            | PSPV-PSOE      | 13/06/2015            | --                  |
| 2019-2023                     | Andreu Verdú Reos                            | PSPV-PSOE      | 15/06/2019            | --                  |
| Des de 2023                   | n/d                                          | n/d            | 17/06/2023            | --                  |
| Fonts: Generalitat Valenciana |                                              |                |                       |                     |

## Monuments i llocs d'interés

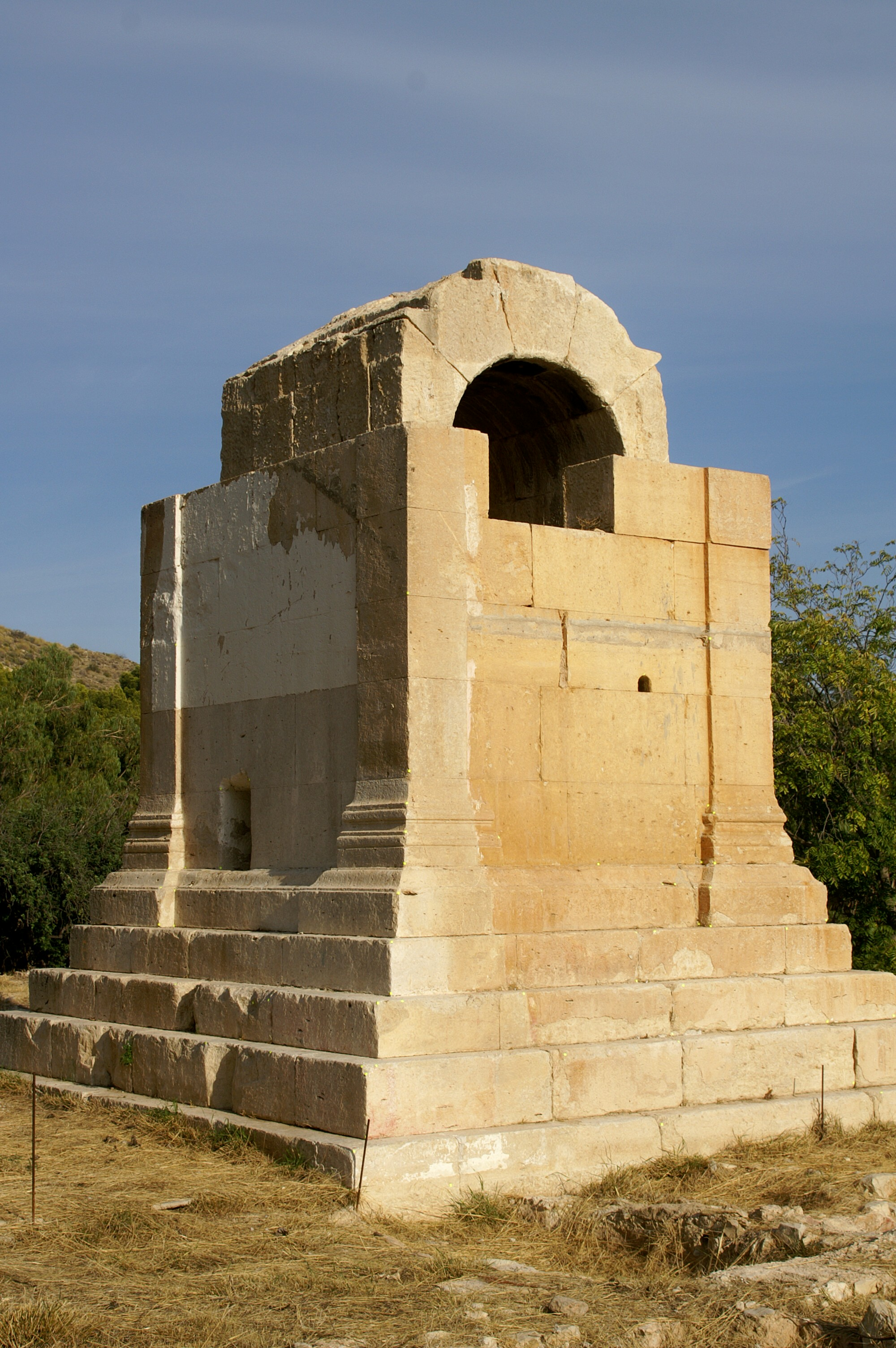
Torre d'Hèrcules

- Conjunt històric-artístic de la Vila. Trobem el nucli, les muralles renaixentistes i l'església fortalesa de l'Assumpció, del gòtic català.
- Torre d'Aguiló. De planta quadrada, construïda en el segle xvi, va formar part del sistema de vigilància costanera contra la pirateria.
- Torre de Dalt. Les torres d'horta són estructures annexes a cases de camp, que transmeten cap a l'interior el senyal d'alarma rebuda de les torres de costa.
- Torre de Baix o de Xauxelles. Es troba emmascarada a la cantonada d'una construcció actual que l'ha absorbit.
- Torre del Xarco. Torre de guaita, de planta circular (segle xvi). Actualment es troba en una propietat privada.
- Torre de la Creu
- Torre la Torreta. Torre d'horta esmentada ja en documents de principis del segle xv, per la qual cosa va haver d'existir des dels primers temps de la repoblació cristiana. Domina tota l'horta de la Vila Joiosa.
- Torre Simeón. És una torre sentinella d'horta que formava part del sistema de prevenció dels atacs de pirates.
- Torre d'Hèrcules (abans de Sant Josep). Monument funerari romà del segle ii.[13]
- Museu del xocolate Valor. Museu visitable sobre la història de la xocolata.
- Museu municipal. Compta amb restes del poblament de la ciutat
- Casa Museu la Barbera dels Aragonés
- Allon. Restes arqueològiques de l'antiga ciutat romana amb categoria de municipium
- Pantà de la Vila
- Xalet de Centella. Residència construïda entre 1937 i 1930 en estil racionalista.
- Ermita de Sant Antoni

## Festes

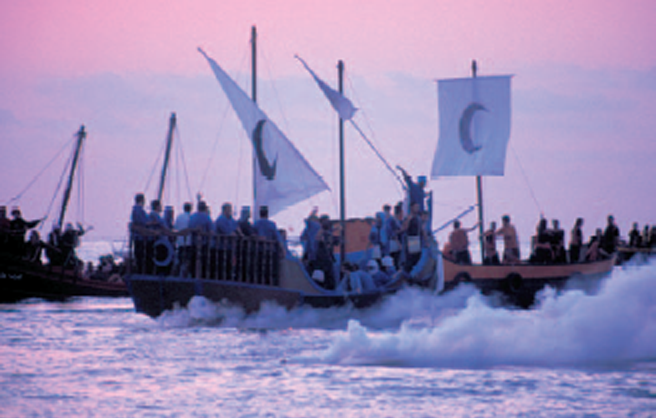
Desembarcament pirata dels Moros i Cristians a la Vila Joiosa.

Les seues festes de Moros i Cristians, celebrades en honor de santa Marta del 24 al 31 de juliol, van ser declarades d'interés turístic internacional pel Ministeri de Treball i Afers socials l'any 2003. Tenen una antiguitat de 250 anys i rememoren un important atac realitzat pels pirates barbarescos en 1538 que va ser repel·lit pels habitants de la vila, i tenen la particularitat de presentar un combat naval i un desembarcament (El Desembarc) en la platja.
El dia 29 de juliol se celebra la processó de Santa Marta: el cavaller portador la guia pel seu recorregut oferint la santa al públic congregat a l'efecte. El cavaller és el Sr Lorenzo Ronda Martínez, que té este càrrec vitalici. Altres actes de les festes són l'entrada de bandes, les desfilades, la partida, les ambaixades, les paelles i la desfilada de carrosses. També a l'estiu se sol celebrar la "xocolatíssima" amb rutes guiades i degustació de xocolata al nucli antic.
Altres festes importants són les que se celebren al barri de l'Ermita, amb la celebració de Sant Miquel, a l'entorn del 29 de setembre. També se celebren a la Vila Joiosa el carnestoltes i la Setmana Santa, amb una important processó del Divendres Sant. Al maig es commemoren les Llàgrimes de Santa Marta i al juliol la Mare de Déu del Carme.
L'agost del 2008 es va realitzar el conegut festival de música alternativa Marearock Festival, on en el seu antic emplaçament, a Torrevella va arribar a congregar més de 4.000 persones.

## Gastronomia
Els plats típics més destacables són: arròs amb fesols al forn, la borreta de melva, Paella Vilera , pebrereta, Sang amb ceba, olla amb "tarongetes" (pilotes), polps a la vilera, "punxaeta" (creïlleta en fetge), calder, arròs amb lluç, arròs amb ceba, arròs amb espinacs i aladroc, i "coca escaldada".